# Carl Oberg
Carl Albrecht Oberg, eller Karl Oberg, född 27 januari 1897 i Hamburg, död 3 juni 1965 i Flensburg, var en tysk SS-Obergruppenführer och general i polisen. Han var Högre SS- och polischef i det av Tyskland ockuperade Frankrike mellan 1942 och 1944.

## Biografi
Carl Oberg, vars far var barnläkare och professor i medicin, blev efter studentexamen soldat i första världskriget och fick löjtnants avsked. Efter kriget arbetade han som köpman, drev en tobaksaffär och var under en tid arbetslös. Han anslöt sig till högerextremistiska grupperingar och deltog 1920 i statskuppförsöket Kappkuppen. År 1931 gick han med i Nationalsocialistiska tyska arbetarepartiet (NSDAP) där han blev medarbetare till Heydrich. Som en av SS:s koordinatörer medverkande han i de långa knivarnas natt (tyska Röhm-Putsch) 1934, då SA:s ledning mördades. Carl Oberg steg i graderna inom SS och blev 1941 SS- och polischef (SS- und Polizeiführer) i distriktet Radom i Generalguvernementet. Redan ett år senare, 1942, utsågs han till Högre SS- och polischef (Höhere SS- und Polizeiführer) i det ockuperade Frankrike. 
Oberg var en av de ansvariga för de systematiska arresteringarna av judar och deportationerna från Frankrike till tyska koncentrationsläger. Två omtalade massarresteringar av judar, räden i Marseille och Vélodrome d’hiver-räden, genomfördes under hans ledning i samarbete med den franska polisen och dess chef René Bousquet. Oberg fick öknamnet "Paris slaktare" (franska Le boucher de Paris).
År 1945 togs Oberg till fånga av amerikanska soldater i en by i Tyrolen och överfördes till Frankrike. Han dömdes till döden, ett straff som senare omvandlades till livstids fängelse. År 1962 släpptes han fri och avled tre år senare i Flensburg.

## Befordringshistorik
| Datum             | Tjänstegrad                                    |
| ----------------- | ---------------------------------------------- |
| 1 juli 1933       | SS-Sturmführer                                 |
| 25 september 1933 | SS-Obersturmführer                             |
| 7 mars 1934       | SS-Hauptsturmführer                            |
| 15 juni 1934      | SS-Sturmbannführer                             |
| 4 juli 1934       | SS-Obersturmbannführer                         |
| 20 april 1935     | SS-Standartenführer                            |
| 20 april 1939     | SS-Oberführer                                  |
| 31 mars 1942      | Generalmajor i polisen                         |
| 20 april 1942     | SS-Brigadeführer                               |
| 20 april 1943     | SS-Gruppenführer och generallöjtnant i polisen |
| 1 augusti 1944    | SS-Obergruppenführer och general i polisen     |
| 10 mars 1945      | General i Waffen-SS                            |